# Sarah Wyss
Sarah Wyss, née le 3 août 1988 à Bâle (originaire du même lieu, binationale franco-suisse), est une personnalité politique suisse, membre du parti socialiste. 
Elle est députée du canton de Bâle-Ville au Conseil national depuis décembre 2020.

## Biographie
Sarah Wyss naît le 3 août 1988 à Bâle. Elle est originaire du même lieu et possède également la nationalité française.
Elle grandit au sein d'un fratrie de quatre enfants à Münchenstein dans le canton de Bâle-Campagne.
Après une maturité francophone au Lycée cantonal de Porrentruy, elle étudie les sciences économiques et l'histoire à l'Université de Bâle. Elle obtient un bachelor en 2014, puis un master en études européennes en 2015,.
Depuis 2016, elle est directrice de la fondation Info-Entraide Suisse.
Elle est mère d'un enfant,.

## Parcours politique
Sarah Wyss préside d'abord les jeunes socialistes de Bâle-Ville de 2008 à 2012. Aux élections cantonales de 2012, elle est élue députée au Grand Conseil du canton de Bâle-Ville : elle y siège dans la commission des finances et celle de la santé (qu'elle préside à partir de 2017). En 2013, elle est élue au Conseil bourgeoisial de la commune de Bâle. Elle siège également au comité cantonal de son parti de 2009 à 2017. Elle quitte le Grand Conseil le 31 janvier 2021.
Candidate au Conseil national lors des élections fédérales de 2019 sur la liste socialiste, elle finit première des viennent-ensuite avec 12 459 voix. Elle remplace Beat Jans au Conseil national à partir du 18 décembre 2020, après l'élection de celui-ci en octobre au Conseil d'État du canton de Bâle-Ville. Elle siège au sein de la Commission des finances (CdF), qu'elle préside en 2023, et depuis la 52e législature de la Commission de la sécurité sociale et de la santé publique (CSSS). Elle est réélue (en première position) en octobre 2023.
En septembre 2021, elle est élue présidente du Syndicat du personnel des douanes et des gardes-frontière, avec prise de fonction au 1er décembre 2021. Elle y succède à Christian Levrat,.